# Quint Sulpici Llong
Quint Sulpici Llong (en llatí Quintus Sulpicius Longus) va ser un magistrat romà. Formava part de la gens Sulpícia.
Va ser un dels tribuns amb potestat consular elegits l'any 390 aC justament l'any en què Roma va ser ocupada pels gals. Es menciona altres vegades en les narracions sobre l'època, una de les quals amb el càrrec de tribú quan va fer un acord amb Brennus per la retirada dels gals de territori romà.